# بالتازار نویمان
یوهان بالتازار نویمان (انگلیسی: Balthasar Neumann؛ ۲۷ ژانویهٔ ۱۶۸۷ – ۱۹ اوت ۱۷۵۳) مهندس ادوات جنگی , معمار آلمانی بود که گونه‌ای ناب از معماری باروک را توسعه داد. وی با پیوند عناصر معماری اتریش، بوهمین، ایتالیا و فرانسه تعدادی از بهترین بناهای دوران خود را طراحی کرد که شامل اقامتگاه وورتسبورگ و کلیسای چهارده یاری‌گر مقدس می‌باشند.
اقامتگاه ووتسبورگ به عنوان یکی از زیباترین و باتناسب‌ترین بناهای اروپا در نظر گرفته می‌شود و همچنین کلیسای چهارده یاری‌گر مقدس به دیدگاه برخی، به عنوان باشکوه‌ترین بنای دوره خود به شمار می‌رود.

## مرگ و میراث
بالتازار نویمان در ۱۹ اوت ۱۷۵۳ و در شهر ووتسبورگ از دنیا رفت و در کلیسای Marienkapelle دفن شد.
آخرین اسکناس ۵۰ مارک چاپ شده توسط بانک مرکزی آلمان، چهره وی را همراه با راه‌پله مشهور اقامتگاه ووتسبورگ نمایش می‌دهد.

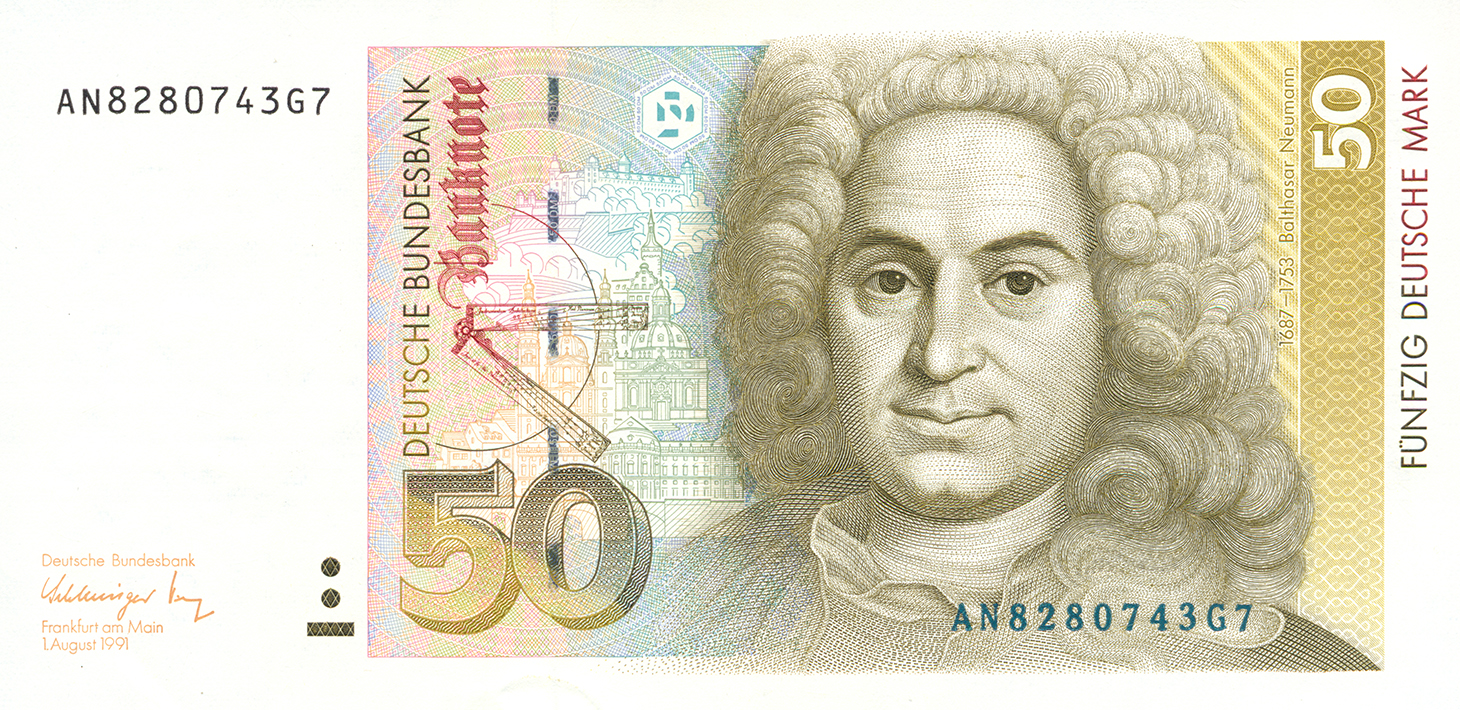

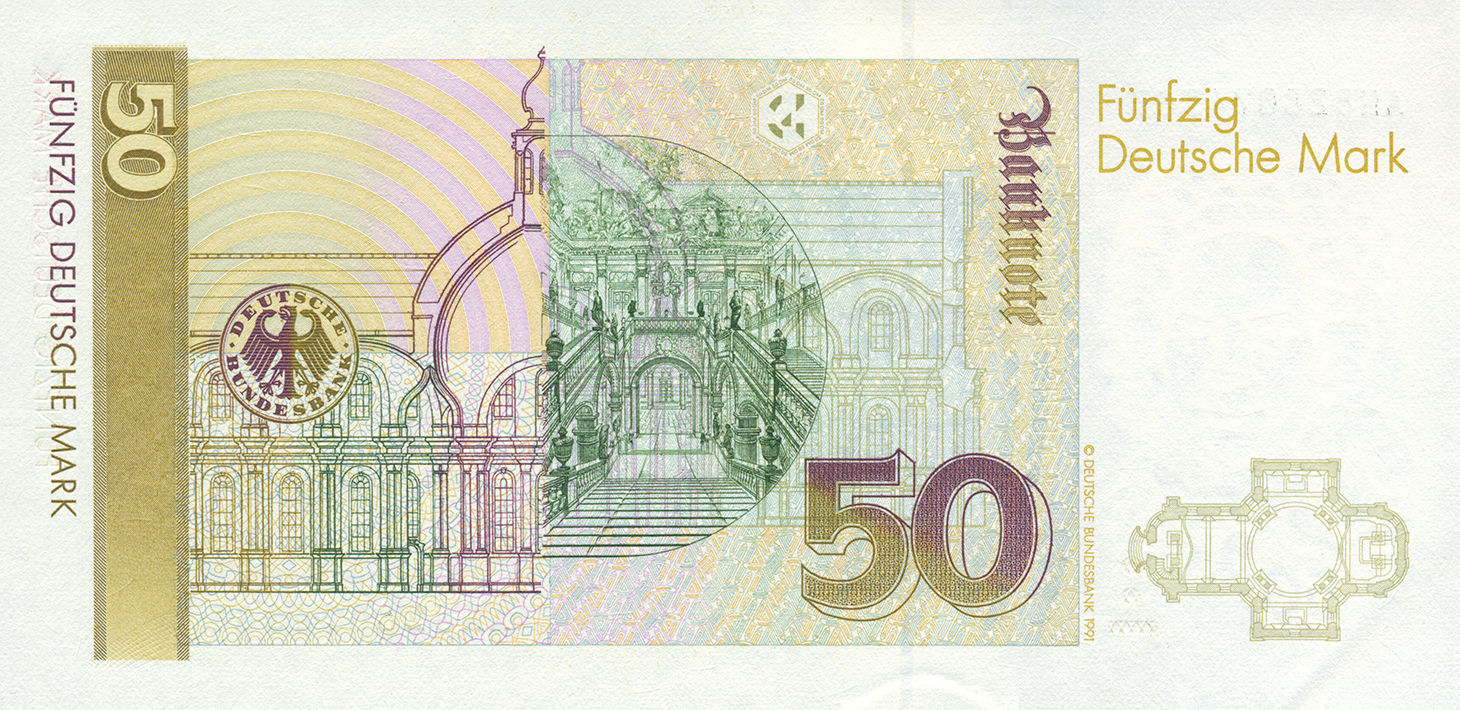